# ホマトロピン
ホマトロピン(Homatropine)は、抗コリン薬である。ムスカリン性アセチルコリン受容体のアンタゴニストで、副交感神経系に作用する。毛様体筋麻痺や散瞳のために目薬に用いられる。
類似の化合物であるホマトロピンメチルブロミドは、別の薬効を持つ。
アトロピンと比べると、効能は弱く、効き目が持続する時間も短い。臭化水素酸塩として入手できる。
アトロピンの代替としても用いられ、間接的なコリン様作用（抗アセチルコリンエステラーゼ）に関連するムスカリン性、また中枢神経系作用の逆転を引き起こす。

## 副作用
- 目のかすみ
- 光過敏

## 禁忌
- 未治療の緑内障
- 重症筋無力症
- 重度の心不全
- 甲状腺機能亢進症